# وحدة محلية

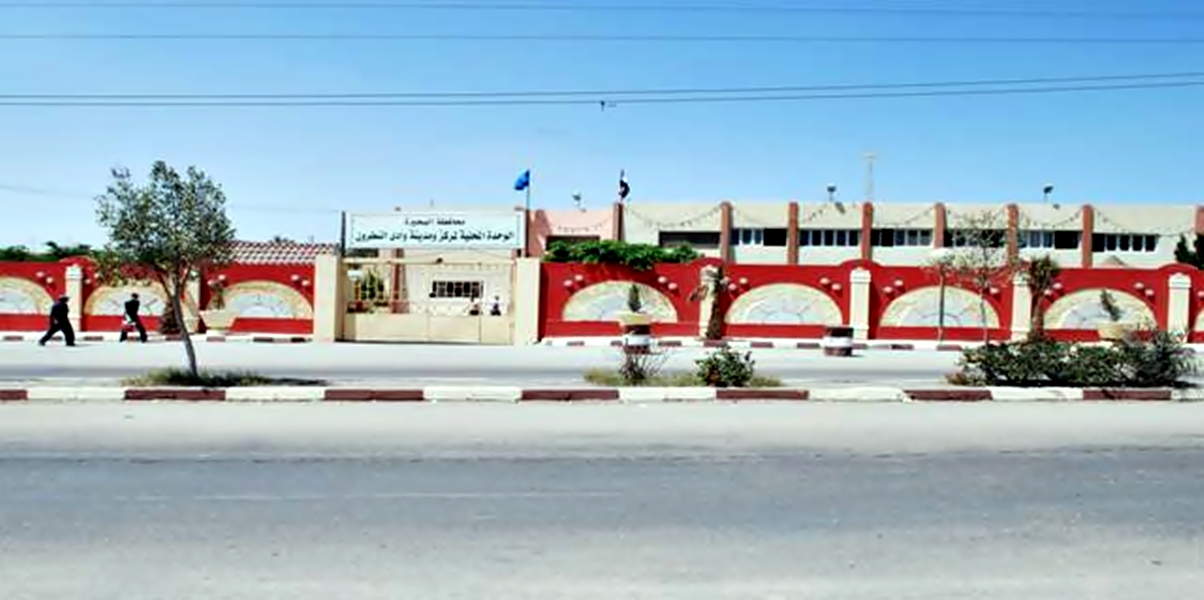
الوحدة المحلية لمركز ومدينة وادي النطرون.

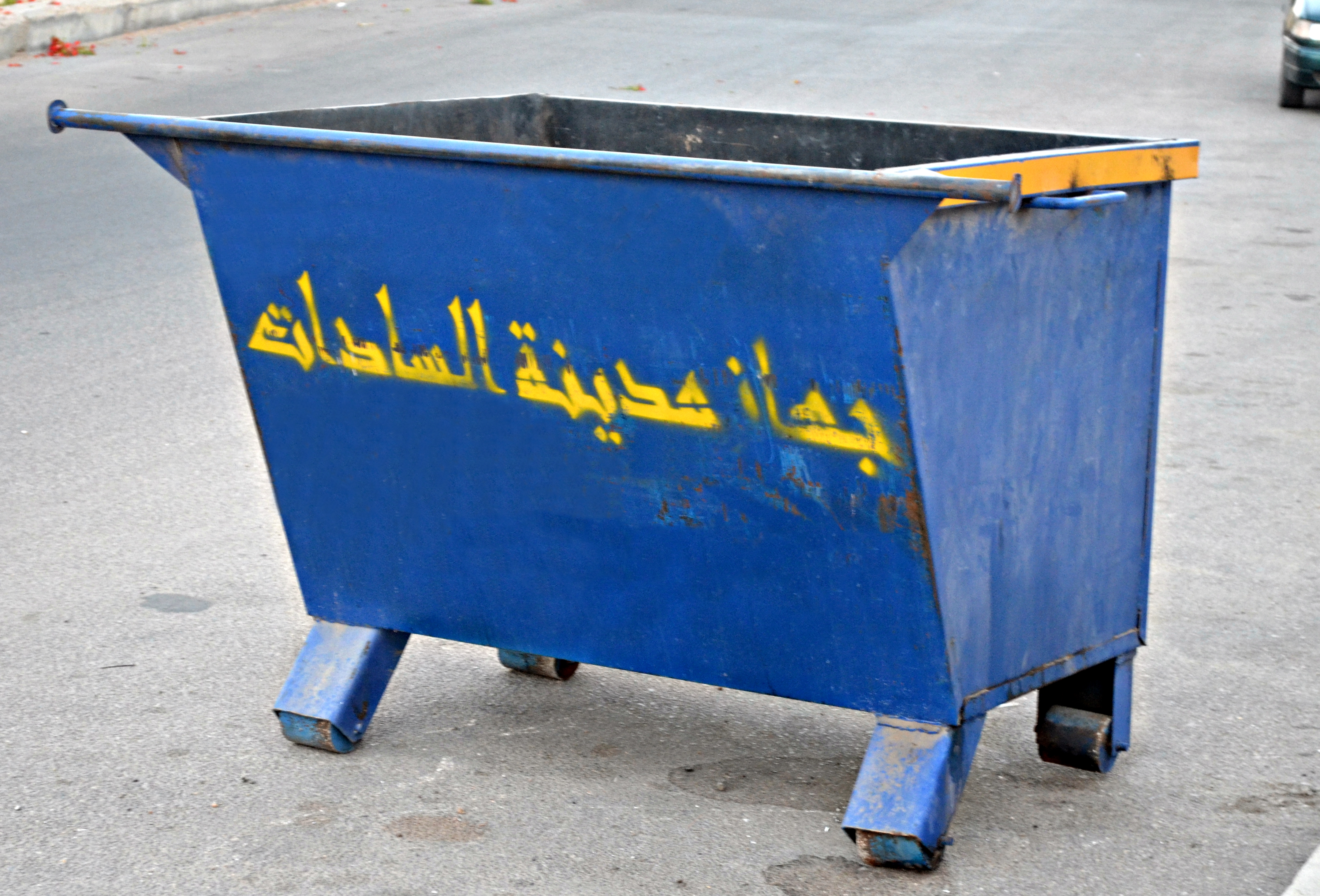
صندوق قمامة مكتوب عليها «جهاز مدينة السادات»

الوحدة المحلية في التقسيم الإداري في مصر هو الجهاز المسؤول على مستوى المدن (أو الأحياء) والمراكز.